# Parque de Atenas
Parque de Atenas är en park i Spanien.   Den ligger i provinsen Provincia de Madrid och regionen Madrid, i den centrala delen av landet, i huvudstaden Madrid. Parque de Atenas ligger 603 meter över havet.
Terrängen runt Parque de Atenas är huvudsakligen platt. Parque de Atenas ligger nere i en dal. Runt Parque de Atenas är det mycket tätbefolkat, med 4 670 invånare per kvadratkilometer. Närmaste större samhälle är Madrid, 1,3 km öster om Parque de Atenas. Runt Parque de Atenas är det i huvudsak tätbebyggt.